# Кацхі
Кацхі (груз. კაცხი) — село в Грузії.
За даними перепису населення 2014 року в селі проживає 21 особа.